# Gradski Vrhovci
Gradski Vrhovci is een plaats in de gemeente Požega in de Kroatische provincie Požega-Slavonië. De plaats telt 57 inwoners (2001).